# Visconde dos Olivais
Visconde dos Olivais é um título nobiliárquico criado por D. Luís I de Portugal, por Decreto de 22 de Março de 1864, em favor de António Teófilo de Araújo.
Titulares
1. António Teófilo de Araújo, 1.º Visconde dos Olivais;
2. Clotilde da Veiga de Araújo, 2.ª Viscondessa dos Olivais, casada com Júlio Pinto Leite, 2.° Visconde dos Olivais jure uxoris e 1.° Conde dos Olivais;
3. João Pinto Leite, 3.º Visconde dos Olivais.

Após a Implantação da República Portuguesa, e com o fim do sistema nobiliárquico, usaram o título: 
1. José Correia de Sá Pinto Leite, 4.º Visconde dos Olivais;
2. Fernando Maria Anjos Pinto Leite, 5.º Visconde dos Olivais;
3. Vasco Maria Vieira de Castro Pinto Leite, 6.º Visconde dos Olivais.